# Шевелёв, Сергей Арнольдович
Сергей Арнольдович Шевелёв (родился 3 января 1963 года в Больших Коровинцах) — полковник полиции России, командир СОБР «Зверобой» УБОП при ГУВД Ставропольского края, депутат Думы Ставропольского края с 2011 года (V, VI и VII созывов). Участник сражений первой и второй чеченских войн, трижды кавалер ордена Мужества.

## Биография

### Ранние годы
Родился 3 января 1963 года в селе Большие Коровинцы (Бердичевский район, Житомирская область, УССР). Отец — Арнольд Пантелеймонович Шевелёв (ум. 17 февраля 2012 года), полковник ВС СССР, преподавал в Ставропольском высшем военно-инженерном училище связи. В 1969 году переехал в Ставрополь с родителями. Окончил среднюю школу № 14 г. Ставрополя в 1980 году и Ставропольское высшее военное инженерное училище связи в 1985 году (факультет электросвязи, квалификация — офицер с высшим военно-специальным образованием военного инженера электросвязи).

### Военная карьера
В 1985—1993 годах проходил службу в ракетных войсках стратегического назначения в Белорусской ССР (с 1991 — Республике Беларусь) на командных должностях. С июля 1993 года служил в милиции (позже полиции), сотрудник специального отряда быстрого реагирования УБОП при ГУВД Ставропольского края «Зверобой» (с 2003 года — отряд милиции специального назначения ГУВД по Ставропольскому краю «Зверобой»). Занимал в отряде посты оперуполномоченного (1993—1994), старшего оперуполномоченного (1994—1995), начальника оперативно-боевого отделения (1995—1996), заместителя командира (1996—2003) и командира (2003—2011). В октябре 1993 года участвовал в восстановлении правопорядка в Москве после разгона Верховного совета, с мая по июль 1994 года участвовал в трёх операциях по освобождению захваченных на территории Ставропольского края бандитами автобусов с заложниками (в том числе автобуса, захваченного 28 июля в Минеральных Водах).
Шевелёв прошёл обе чеченские войны, воюя в составе подразделений МВД РФ. В ходе Первой чеченской войны он участвовал в штурме Грозного и операции по освобождению заложников в Будённовске. В дальнейшем он участвовал во многих операциях на территории Северного Кавказа по предотвращению террористических актов, освобождению заложников, ликвидации террористических группировок и иных незаконных вооруженных формирований. Так, в 2001 году он участвовал в ликвидации вооружённого преступника, взявшего в заложники пассажиров автобуса.
За всё время службы Шевелёв был четыре раза ранен. Своё первое ранение он получил в 1996 году во время освобождения заложников в Первомайском, когда в самом начале атаки на позиции боевиков был ранен в плечо. Командир краснодарского СОБР Игорь Бойко подбежал к раненому начальнику отделения, вытащив штык-нож и разрезав куртку: как выяснилось, у Шевелёва было раздроблено в плечо. Местные жители изначально приняли командира за постороннего человека и пытались его не подпустить к раненому. Шевелёв сам добрался до БМП, которая отвезла его в госпиталь. 
Ещё два ранения он получал в 2000 и 2001 годах. Четвёртое ранение Шевелёв получил 18 января 2003 года во время операции в селе Иргаклы Ставропольского края по задержанию членов исламского экстремистского «Ногайского батальона». В ходе операции бойцы спецназа, осматривая жилой дом, обнаружили за дверью мужчину с пистолетом, и Шевелёв потребовал от преступника бросить оружие. Тот, выбросив пистолет, выбежал во двор, выдернув чеку из гранаты и попытавшись бросить её в сторону офицеров. Шевелёв повалил преступника на гранату, а через секунду прогремел взрыв: злоумышленник погиб на месте, а Сергей Арнольдович со множественными осколочными ранениями и ожогами левой ноги был доставлен в больницу.
В 2005 году Шевелёв участвовал в ликвидации участников вооружённого нападения на Нальчик. Также он принимал участие в операциях в Нефтекумском и Степновском районах, в сёлах Тукуй-Мектеб и Ямангой. 14 марта 2007 года в Нефтекумске СОБР «Зверобой» во главе с Шевелёвым участвовал в операции по ликвидации члена террористического «Ногайского батальона» по фамилии Ильясов, который забаррикадировался в одном из частных домов по улице Кириченко. Террорист отстреливался, создавая впечатление о наличии нескольких человек в здании, а в качестве основной огневой точки использовал летнюю кухню, к которой оперативники не могли подобраться, хотя находившийся в составе штурмовой группы Шевелёв сумел подойти к окну и бросить две гранаты. Вскоре три СОБРовца взобрались на крышу, пробили там дыру и начали вести огонь: одна из пуль попала в автомат противника, заставив того бросить пришедшее в негодность оружие и выйти во двор с пистолетом, где того и уничтожили. В результате операции погиб оперативник Вадим Занкевич (награждён орденом Мужества посмертно, зачислен навечно в списки личного состава СОБР «Зверобой») и был ранен другой оперативник Антон Шиловский.
Шевелёв имеет звание полковника полиции, по состоянию на 2012 год находился в резерве МВД России.

### Политическая карьера
Член политической партии «Единая Россия». В 2008 году был зарегистрирован в качестве кандидата от «Единой России» на выборах депутатов Ставропольской городской Думы пятого созыва, от мандата отказался. Избран депутатом в Думу Ставропольского края V созыва по итогам выборов, прошедших 4 декабря 2011 года. 12 декабря 2011 года по итогам заседания избирательной комиссии Ставропольского края официально зарегистрирован в качестве депутата Думы Ставропольского края V созыва.
В качестве депутата Думы Ставропольского края — член комитета по безопасности, межпарламентским связям, ветеранским организациям и казачеству, с 2012 года — заместитель председателя комитета Думы по законодательству, государственному строительству и местному самоуправлению. Координатор проекта «Историческая память» в Ставропольском крае. По состоянию на начало декабря 2013 года также был сопредседателем регионального отделения Общероссийского народного фронта. С 2015 года — председатель Ставропольского регионального отделения Российского военно-исторического общества. Переизбран в Думу Ставропольского края VI созыва в сентябре 2016 года и в Думу VII созыва в сентябре 2021 года.

## Личная жизнь
Женат, есть дочь. В 2021 году задекларировал доход в размере 5 285 646 рублей, недвижимое имущество площадью 1 399 м² и две единицы транспорта.

## Награды
Шевелёв является обладателем более 30 государственных и ведомственных наград, среди которых:
- Три ордена Мужества[18][3], согласно указам Президента РФ[5]:
  - № 119 от 9 февраля 1995 года[2] — награждён как участник «новогоднего штурма» Грозного[4][6]
  - № 1123 от 1 августа 1996 года[2] — награждён за освобождение заложников в Первомайском[4]
  - № 1113 от 8 ноября 2003 года[2] — награждён за уничтожение боевиков «Ногайского батальона» в Ставропольском крае[4]
- Медаль ордена «За заслуги перед Отечеством» II степени[18][3] (указ Президента РФ № 239 от 23 февраля 2002)[2]
- Две медали «За отвагу»[18][3], согласно указам Президента РФ[5]:
  - № 1247 от 25 октября 2001[2]
  - № 1484 от 9 ноября 2007[2]
- Ведомственные медали[10]:
  - медали «За безупречную службу» всех трёх степеней (СССР)[18]
  - медаль «За боевое содружество» (МВД РФ)[18]
  - медаль «70 лет Вооружённых Сил СССР»[18]
  - медаль «75 лет Победы в Великой Отечественной войне 1941—1945 гг.»[19] (2021)[20]
- Именное оружие (пистолет Макарова от МВД РФ[2], 2005) — вручён за ликвидацию преступников, причастных к вооружённому нападению на Нальчик[5]
- Знак ранения (три лёгких и одно тяжёлое)[18]
- Иные награды[2][18]
- Почётная грамота Совета Федерации Федерального Собрания Российской Федерации (ноябрь 2014)[21]
- Медаль «За заслуги в развитии законодательства в Ставропольском крае» (11 ноября 2022 года)[22]
- Почётный гражданин Ставропольского края (7 июня 2023) — за большой вклад в социально-экономическое развитие края и широко известную профессиональную деятельность[23]